# 白線 (性風俗)
白線 （ぱいせん・はくせん） は、1958年4月の売春防止法の全面実施後も、もぐりで行われていた非合法の売春行為を指す。

## 由来
売春防止法施行以前は、特殊飲食店として売春行為を許容、黙認する区域を俗に赤線または赤線地帯、一般の飲食店街や盛り場で、非合法に売春行為をさせていた区域を俗に青線または青線地帯と呼んでいた。 1957年4月に売春防止法が施行されたが、ひとまず罰則規定を盛り込んだ全面実施には1年の猶予を持たせ、赤線、青線などで働く売春婦についてはの売春業からの更生や転職を、業者へは業態替えを促した。しかし容易には移行せずにもぐりで売春をするものも多く、これを指す言葉に白線を用いた。赤線のようなプロでない素人売春に、白一色の麻雀牌の「白板」をかけたことに由来とする。言葉としては、赤線や青線は売春の行われる地帯（区域）のことで、白線はもぐりの売春行為そのものを指し、白線地帯はもぐり売春の組織や建物を指す場合が多い。
また、売春防止法施行以前にも非合法のもぐり売春は行われており、赤線や青線と同様に白線の言葉があったともいわれるが、ある程度認識されるのは、売春防止の法制化が取り沙汰され、売春を取り仕切る業者のアンダーグラウンド化が顕著になりつつあった頃である。
白線からは黒線（くろせん）、黄線（おうせん）などの言葉も生まれたが、アンダーグラウンド化と多様化で把握しづらくなり、白線ともども使用されることはなくなった。

## 店の形態
いわゆるもぐり売春の白線は、赤線の特殊飲食店のような決まった形態はなく、指定された場所に売春婦を派遣したり、アパートの一室などで売春を行ったりしていた。特に電話で売春婦を呼び出すものを「黄線（おうせん）・イエローライン」と呼んだ。これらは秘密裏に行われる場合だが、他にも結婚紹介所を偽装して売春婦を紹介するものもあった。
売春防止法施行により転業した赤線業者の中には、抱えていた売春婦ごと旅館や下宿などに転業すると、仲居や女中と見せかけて客に売春させたりした。

## 組織
街娼が集まってリーダーのような纏め役を置いたものや、主婦や有職の女性などが集まり秘密の組織を組んだものなどがある。暴力団によって仕切られるものが多く、これを「黒線（くろせん）」と呼んだ。

## 映画
白線の組織を暴く警察を題材にした映画に、『白線秘密地帯』（新東宝・1958年公開）があり、石井輝男が監督し、宇津井健・天知茂・三原葉子・菅原文太らが出演した。